# Brasil nos Jogos Pan-Americanos Júnior de 2021
O Brasil competiu nos Jogos Pan-Americanos Júnior de 2021 em Cáli–Valle, Colômbia, de 25 de novembro a 5 de dezembro de 2021.
Os porta-bandeiras da cerimônia de abertura foram a skatista Pâmela Rosa e o nadador Breno Correia. Na cerimônia de encerramento, a porta-bandeira foi a tenista de mesa Giulia Takahashi, que conquistou quatro medalhas.
O Brasil conquistou mais medalhas de ouro e ficou no topo do quadro de medalhas, com 59 medalhas de ouro, 49 de prata e 56 de bronze.